# Cantó de Bolena
El cantó de Bolena (en francès canton de Bollène) és una divisió administrativa francesa del departament de la Valclusa, situat al districte d'Avinyó. Té 9 municipis i el cap és Bolena.

## Municipis
- Bolena
- La Gàrda Pariòu
- La Mota de Ròse
- La Palú
- Montdragon
- Mornats
- Santa Celha dei Vinhas
- Serinhan dau Comtat
- Uchau

| Data d'elecció                           | Identitat             | Partit | Qualitat |
| ---------------------------------------- | --------------------- | ------ | -------- |
| 1970-1988                                | Georges Sabatier      | PCF    |          |
| 1988-2015                                | Jean-Pierre Lambertin | PS     |          |
| les dades anteriors no són pas conegudes |                       |        |          |
|                                          |                       |        |          |

| Data d'elecció | Identitat                           | Partit     | Qualitat |
| -------------- | ----------------------------------- | ---------- | -------- |
| 2015-          | Marie-Claude Bompard Xavier Fruleux | Ultradreta |          |